# マーベル・ゲームズ
マーベル・ゲームズ（MARVEL Games）はアメリカ、カリフォルニア州グレンデールに2009年、マーベル・エンターテインメント（ウォルト・ディズニー・カンパニー）のコンピュータゲーム制作のために設立された会社である。
現在はディズニー・コンシュマー・プロダクツ傘下のディズニー・インタラクティブ（ウォルト・ディズニー・ジャパンの場合は1部門）のビデオゲーム部門である。

## 概要
アメリカにあるゲーム制作会社で、ゲームのストーリーは基本的にマーベル・コミックまたはマーベル・スタジオ（ウォルト・ディズニー・スタジオ）のマーベル・シネマティック・ユニバースを原作としている。

## ウォルト・ディズニー社による買収後
同年の2009年、ウォルト・ディズニー・カンパニーによるマーベル・エンターテインメントの買収に続いて、マーベル・ゲームズの作品は、マーベル・エンターテインメントの責任下にある部門であるディズニー・インタラクティブ・スタジオと統合された。
その後、ウォルト・ディズニー社が2016年にディズニー・インタラクティブ・スタジオを閉鎖することを発表し、開発チームがマーベルのゲームブランドを再開したため、それ以来マーベル・ゲームズは、自社が制作したビデオゲームは他の発行社（ソニーなど）との権利および配布に権利を渡すことなどをしている。

## 制作ゲーム一覧
- マーベルツムツム
- マーベル　オールスターバトル
- マーベル・フューチャー・ファイト
- マーベル　アベンジャーズアガテミー（2016年）
- Marvel's Spider-Man（2018年）[3]
- MARVEL ULTIMATE ALLIANCE 3: The Black Order（2019年）
- Marvel's Iron Man VR（2020年）
- Marvel's Avengers（2020年）[4]
- Marvel's Spider-Man:Miles Morales（2020年）
- Marvel's Guardians of the Galaxy（2021年）
- Marvel's Spider-Man 2（2023年）
- Marvel's Wolverine（TBA）
- Marvel's Iron Man（TBA）
- Marvel's Black Panther（TBA）
- Marvel's Blade（TBA）